# Uskotrupni zrakoplov
Uskotrupni zrakoplov je linijski putnički avion s promjerom trupa od 3 do 4 metara, s 2 do 6 sjedala u jednom redu i s jednim prolazom između njih. Zrakoplovi koji imaju do 100 sjedala danas se uobičajeno nazivaju regionalni putnički zrakoplovi. 
Nasuprot ove klase su širokotrupni zrakoplovi koji uobičajeno imaju višerazrednu konfiguraciju putničke kabine. Promjer trupa im je od 5 do preko 6 metara a između sjedala (7 do 10 u redu) nalaze se dva prolaza. 
Kao nedostaci uskotrupnih aviona može se navesti:
-manja udobnost putnika i osjećaj skučenosti u putničkim kabinama manjih zrakoplova,
-u donji teretni prostor stane puno manje tereta,
-veći omjer površine prema volumenu,
-avioni s većim kapacitetom su u pravilu duži te postoji opasnost udara repnih površina pri slijetanju u pistu,
-samo jedan prolaz u putničkom prostoru produžuje vrijeme ulaska i izlaska putnika u odnosu na zrakoplov s dva prolaza. To je posebno primjetno na zrakoplovima koji učestalo lete na dužim rutama.

## Uskotrupni zrakoplovi kratkog do srednjeg doleta
- Airbus A320 serija - drugi najprodavaniji mlazni linijski putnički avion svih vremena (vanjski promjer trupa 400 cm).
- Boeing 717 – najnoviji model DC-9, (vanjski promjer trupa 340 cm).
- Boeing 727 – svojevremeno najproizvođeniji linijski putnički avion, (vanjski promjer trupa 380 cm).
- Boeing 737 - najprodavaniji mlazni zrakoplov u svijetu, nadmašio je i svog prethodnika 727, (vanjski promjer trupa 380 cm).
- McDonnell Douglas DC-9 - vanjski promjer trupa 340 cm.
- McDonnell Douglas MD-80/MD-90 - vanjski promjer trupa 340 cm.
- BAe 146 – leti kao najveći regionalni mlažnjak a može prevesti 69 putnika.
- Embraer E-Jets - mlazni zrakoplov (vanjski promjer trupa 270 cm).
- Fokker F100 - mlazni zrakoplov (vanjski promjer trupa 330 cm).
- Fokker F100 - regionalni mlazni zrakoplov
- Fokker F100 - regionalni mlazni zrakoplov (vanjski promjer trupa 330 cm).
- Tupoljev Tu-134 - mlazni zrakoplov (vanjski promjer trupa 290 cm).
- Tupoljev Tu-154 - mlazni zrakoplov
- Tupoljev Tu-204 - mlazni zrakoplov
- Tupoljev Tu-334 - mlazni zrakoplov

## Uskotrupni zrakoplovi srednjeg do dugog doleta
- Boeing 707 - prvi komercijalno uspješni mlazni linijski putnički avion, (vanjski promjer trupa 380 cm).
- Boeing 757 – trenutno najveći uskotrupni zrakoplov, (vanjski promjer trupa 380 cm).
- Douglas DC-8 – serija 60 bila je najveći podzvučni linijski avion ove klase ikada sagrađen, (vanjski promjer trupa 410 cm).
- IL-62 – uskotrupni zrakoplov velikog doleta.
- Vickers VC10
- Tupoljev Tu-204